# 2005 en arts plastiques
| Années des arts plastiques : 2002 - 2003 - 2004 - 2005 - 2006 - 2007 - 2008    |
| Décennies des arts plastiques : 1970 - 1980 - 1990 - 2000 - 2010 - 2020 - 2030 |

Cette page concerne l'année 2005 en arts plastiques.

## Événements
- 12 - 28 février : The Gates, installation de Christo dans Central Park, à New York.

## Décès
- 9 janvier : Rudolf Kundera, peintre austro-hongrois puis tchécoslovaque et tchèque (° 9 mars 1911),
- 14 janvier : Jesús-Rafael Soto, plasticien, sculpteur et peintre vénézuélien (° 5 juin 1923),
- 22 janvier : Adrien Seguin, peintre français (° 1er mars 1926),
- 27 janvier : Aurelie Nemours, peintre française (° 29 octobre 1910),
- 7 février : Paul Rebeyrolle, peintre, lithographe et sculpteur français (° 3 novembre 1926),
- 13 février : Jean Saussac, peintre et décorateur de théâtre et de cinéma français (° 28 février 1922),
- 14 février : Bernard Boesch, architecte et peintre français (° 15 avril 1914),
- 21 février : Zdzisław Beksiński, peintre, photographe, dessinateur et sculpteur polonais (° 24 février 1929),
- 23 février : Lucien Demouge, peintre français (° 22 mars 1926),
- 25 février : Siegfried L. Kratochwil, peintre et poète autrichien (° 24 mars 1916),
- 4 mars : Manuel Jiménez Ramírez, tailleur, sculpteur et peintre mexicain (° 9 décembre 1919),
- 7 mars : Maurice Bernard, peintre français (° 25 janvier 1927),
- 9 mars : André Chochon, peintre français (° 7 août 1910),
- 10 mars : Aldo Mondino, sculpteur et peintre italien (° 4 octobre 1938),
- 14 mars : Yvonne Guégan, peintre et sculptrice française (° 8 avril 1915),
- 24 mars :
  - Gilles Aillaud, peintre, auteur et scénographe français (° 5 juin 1928),
  - Mercedes Pardo, artiste plasticienne vénézuélienne (° 29 juillet 1921),
- 29 mars : Pierre Palué, peintre français (° 13 mai 1920),
- 16 avril : Jean Pons, peintre, artiste de collage, graveur, illustrateur et sculpteur français  (° 30 mars 1913),
- 29 avril : Purita Kalaw Ledesma, critique d'art philippine (° 2 février 1914),
- 4 mai : Ievhen Iehorov, graphiste, peintre et professeur russe, soviétique puis ukrainien (° 17 mai 1917),
- 7 mai : Christian Babou, peintre français (° 27 juillet 1946),
- 9 mai : Ang Kiukok, peintre philippine († 1er mars 1931),
- 12 mai : Willem van Genk, peintre et sculpteur néerlandais (° 2 avril 1927),
- 17 mai : Piero Dorazio, peintre italien (° 29 juin 1927),
- 25 mai : Zoran Mušič, peintre italo-slovène (° 12 février 1909),
- 27 mai : Hervé Dubly, peintre français (° 1935),
- 31 mai : Grisélidis Réal, écrivaine, peintre et prostituée suisse (° 11 août 1929),
- 6 juin : Roger Amand, peintre français (° 22 décembre 1931),
- 28 juin :
  - Simonetta Jung, peintre italo-belge (° 1er septembre 1917),
  - Roger Quintaine, peintre paysagiste français (° 26 juillet 1921),
- 2 juillet : Camille Claus, peintre français (° 30 septembre 1920),
- 4 juillet : Guido Llinás, peintre cubain (° 23 mars 1923),
- 22 juillet : Dragoš Kalajić, peintre, journaliste, écrivain et homme politique yougoslave puis serbe (° 22 février 1943),
- 26 juillet : Christian Bouillé, peintre et dessinateur français (° 1948),
- ? juillet :
  - Albert Brenet, peintre, affichiste et illustrateur français (° 25 juin 1903),
  - Gabriel Bonmati, peintre français (° 1928),
- 6 août : Rubén Romano, peintre et critique de cinéma uruguayen (° 19 août 1925),
- 8 août :
  - Monica Sjöö, peintre, écrivaine et anarcho-féministe suédoise (° 31 décembre 1938),
  - Roger Montandon, peintre et metteur en scène suisse (° 7 mai 1918),
- 10 août : Gérard Tolck, peintre, graveur et sculpteur suisse (° 18 juillet 1943),
- 11 août : Jean Marzelle, peintre français (° 24 janvier 1916),
- 21 août : Zbigniew Dłubak, théoricien de l'art, peintre et photographe polonais (° 26 avril 1921),
- 31 août : Antoni Clavé, peintre, graveur et sculpteur catalan (° 5 avril 1913),
- 4 septembre : Jean-Jacques Morvan, peintre, sculpteur, graveur et écrivain français (° 7 janvier 1928),
- 22 septembre : Serge de Turville, peintre français (° 6 janvier 1924),
- 28 septembre : Pol Bury, peintre et sculpteur belge (° 26 avril 1922),
- 20 octobre : 
  - Jean-Michel Folon, peintre, graveur et sculpteur belge (° 1er mars 1934),
  - Hans Heinrich Palitzsch, peintre allemand (° 7 décembre 1912),
  - Eva Švankmajerová, artiste surréaliste tchécoslovaque puis tchèque (° 25 septembre 1940),
- 22 octobre : Arman, peintre et sculpteur franco-américain (° 17 novembre 1928),
- 23 octobre : François Heaulmé, peintre expressionniste français de l'École de Paris (° 26 septembre 1927),
- 28 octobre :
  - Serge Belloni, peintre français d'origine italienne (° 25 février 1925),
  - Paul Reynard, peintre, professeur de dessin et peinture français (° 3 octobre 1927),
- 8 novembre : Lavinia Bazhbeuk-Melikyan, peintre soviétique puis arménienne (° 3 avril 1922),
- 14 novembre : André Mészáros, peintre français d'origine hongroise (° 10 mai 1924),
- 23 novembre : Fluoman, peintre français (° 1952),
- 24 novembre : Youen Durand, peintre français (° 12 septembre 1922),
- 3 décembre : Atsuko Tanaka, artiste contemporaine japonaise (° 10 février 1932),
- 9 décembre : Boris Taslitzky, peintre français (° 30 septembre 1911),
- 18 décembre : Pierre Clayette, peintre, graveur, illustrateur et scénographe français (° 24 mars 1930),
- 20 décembre : Claude Garanjoud, peintre français (° 18 mars 1926),
- 26 décembre : Federico Montañana, peintre, graveur et scénographe espagnol (° 26 février 1928),

- ? : Huguette Arthur Bertrand, peintre non figurative française (° 1922).
- ? : Yuntai Sun, peintre chinois (° 1913).